# Вентиляційна мережа

Вентиляційна мережа (рос. вентиляционная сеть, англ. ventilation network, нім. Wetternetz) — (в рудниковій вентиляції) — сукупність пов'язаних між собою гірничих виробок шахти, якими рухається повітря. Місця з'єднання трьох або більше виробок називаються вузлами мережі. Виробка, що з'єднує два вузли, зветься гілкою. Розрізняють плоскі та об'ємні (просторові) вентиляційні мережі. В сучасних вугільних шахтах вентиляційна мережа має до 300-500 гілок, в рудних — до 1000. Основні параметри вентиляційної мережі — аеродинамічний опір, витрати повітря, втрати тиску.

## З'єднання виробок
Паралельне з’єднання виробок (рос. параллельное соединение выработок, англ. parallel connection of workings; нім. Parallelferbindung f der Grubenbaue m) — (в рудниковій вентиляції, на транспорті, водовідливі) — з’єднання, при якому виробки в одному пункті розгалужуються і знов з'єднуються в іншому. 
Послідовне з’єднання виробок (рос. последовательное соединение выработок, англ. series connection of workings; нім. Reihenferbindung f der Grubenbaue m pl) — з’єднання, при якому одна виробка примикає до іншої, будучи її продовженням. Загальні опір та депресія при цьому дорівнюють сумі опорів і депресій окремих виробок.